# 10352 Кавамура
10352 Кавамура (10352 Kawamura) — астероїд головного поясу, відкритий 26 жовтня 1992 року.
Тіссеранів параметр щодо Юпітера — 3,369.